# Moray Firth

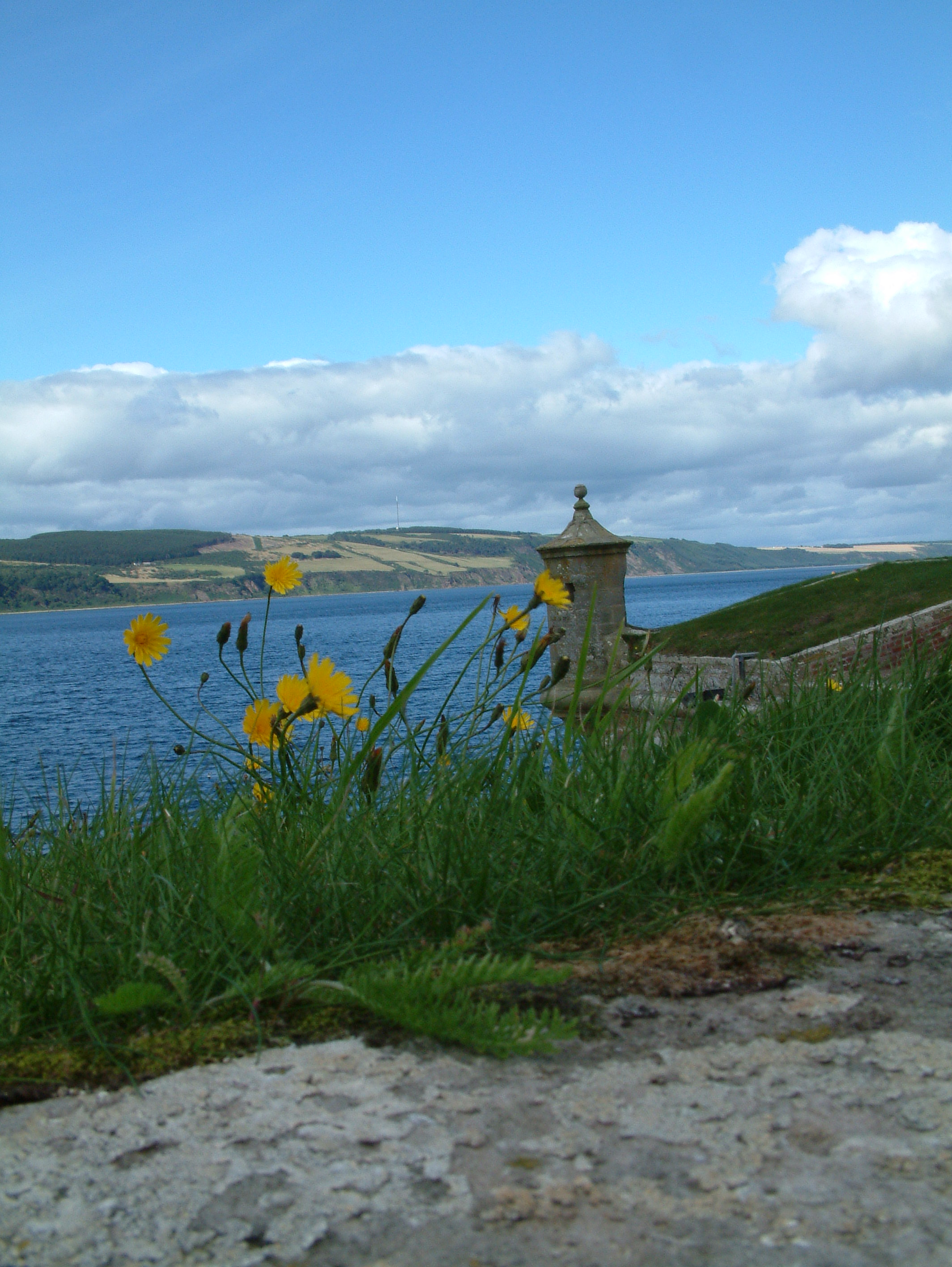
Moray Firth z pevnosti Fort George

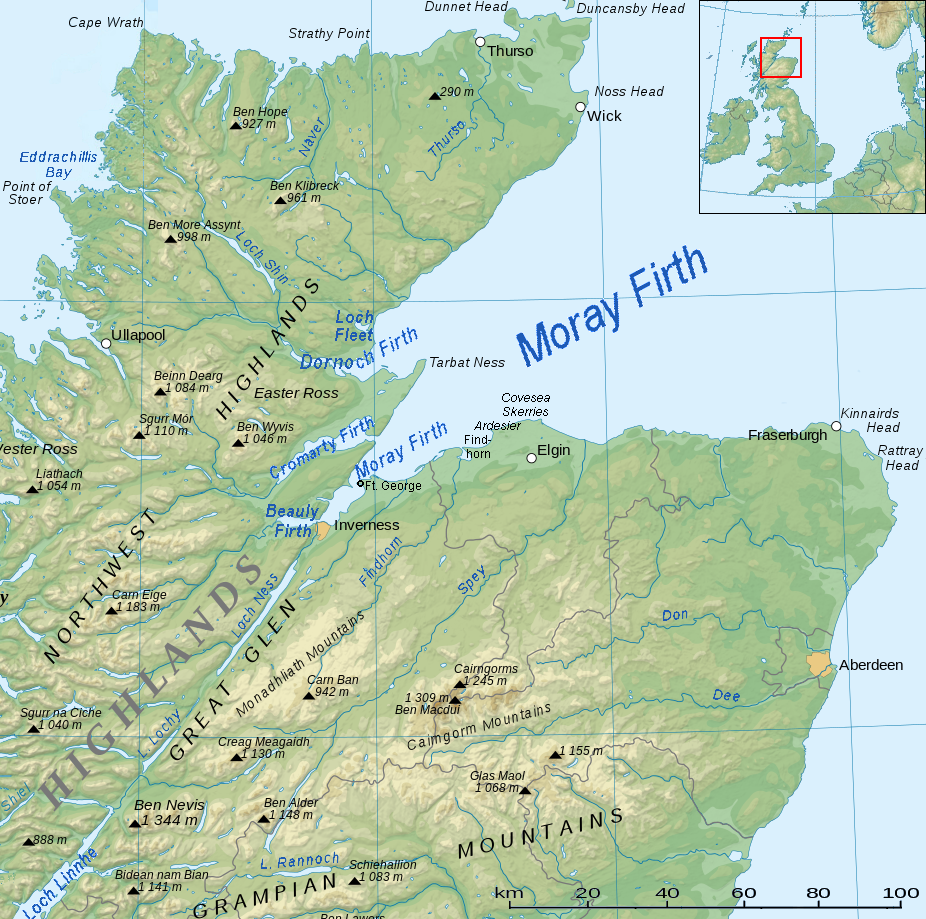
Topografie

Moray Firth je fjord na severu Velké Británie, konkrétně na východě Skotska. Zasahuje 56 km do vnitrozemí, kde se postupně mění na Beauly Firth, odkud se lze díky Kaledonskému kanálu dostat přes Loch Ness, Loch Oich a Loch Lochy až k Atlantskému oceánu. Záliv je rozdělen na dvě větší části, oddělené úžinou mezi pevností Fort George a městem Fortrose.
V minulosti (cca kolem roku 800) byl právě Moray Firth hranicí mezi územím vlády Vikingů (na jihozápad od zálivu) a skotských kmenů (na jihovýchodě).
Díky tomuto zálivu omývá Severní moře severovýchodní část města Inverness, pro jehož obyvatele (a nejen je) je Moray Firth obrovským přírodním bohatstvím ať už v podobě ryb, delfínů, velryb, nebo 800 km dlouhého skalnatého, ale i písčitého pobřeží, se spoustou druhů flóry a fauny. Záliv má také bohaté zásoby ropy, která se zde těží.
Na krajích zálivu lze navštívit historická města jako Inverness, Cromarty, Nairn, Balintore nebo Fortrose, pevnost Fort George či zámek Stuart.